# 9 × 18 mm Makarov

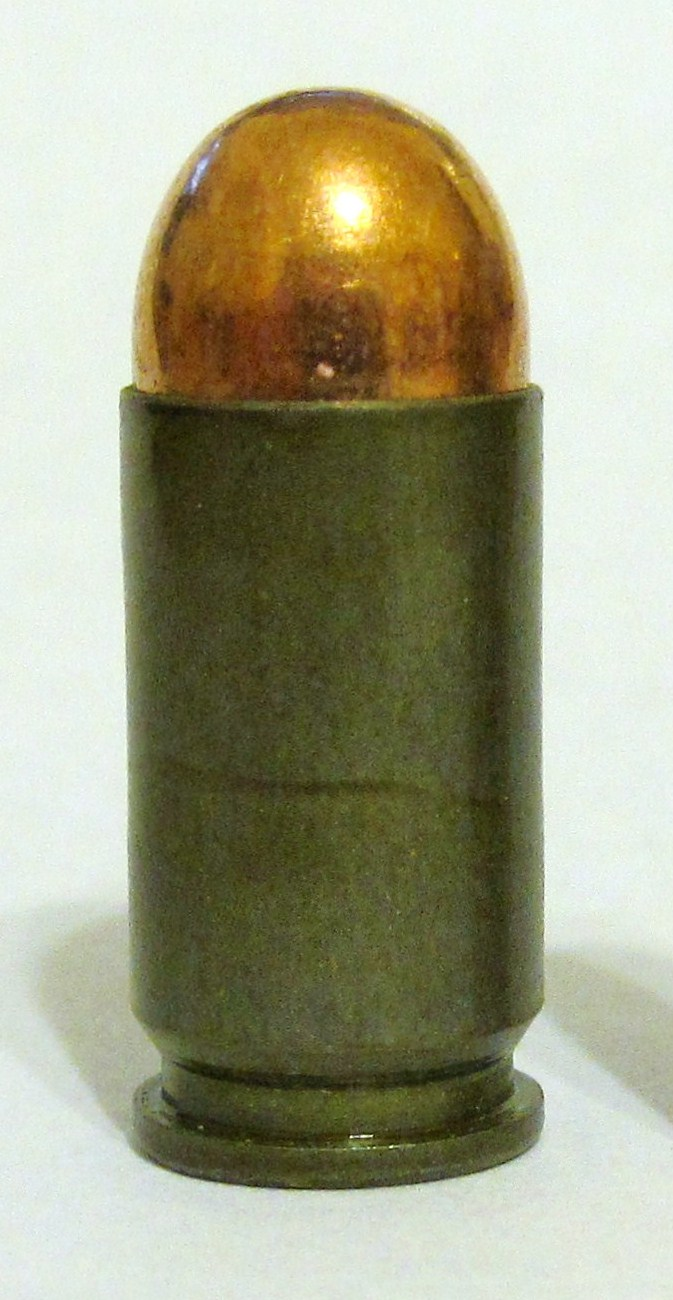
Náboj 9 × 18 mm Makarov s celoplášťovou střelou s ocelovou nábojnicí

Pistolový náboj 9 × 18 mm Makarov (označovaný také 9 mm Makarov nebo 9 × 18 mm PM) byl během druhé poloviny 20. století standardní vojenský náboj v Sovětském svazu a Východním bloku, tak jako 9 × 19 mm Parabellum v NATO a Západním bloku.

## Historie
Během druhé světové války a na začátku studené války byl v Sovětském svazu a u jeho satelitů ve Východní Evropě standardním nábojem pro automatické pistole 7,62 × 25 mm Tokarev. Tato munice je stále používána v mnoha z těchto zemí dodnes. Během války Rudá armáda objevila některé nedostatky její 7,62 mm pistole TT-33. Jednou z nich byla tendence k vypadávání zásobníku. Armáda chtěla něco co by bylo lehčí, mělo pojistku zásobníku na dolní straně pažby místo tlačítka a jiné střelivo.
Náboj 9 × 18 mm Makarov byl vyvinut B. V. Seminem v roce 1946 jako relativně silný náboj s mírným zpětným rázem, který by mohl bezpečně fungovat v samonabíjecích pistolích. Náboj byl založen na náboji 9 × 18 mm Ultra, vyvinutý společností Gustav Genschow & Co. v roce 1936 pro německou Luftwaffe, jako výkonnější alternativa náboje 9 × 17 mm použitého ve Walther PP. Nikolaj Fjodorovič Makarov poté vyvinul pistoli Makarov PM pro náboj 9 × 18 mm Makarov v roce 1948.
Sovětská armáda požadovala, aby jejich munice byla nekompatibilní se zbraněmi NATO, aby v případě ozbrojeného konfliktu cizí ozbrojené síly nemohly použít ukořistěnou sovětskou munici[zdroj?]. Náboj 9 × 18 mm Makarov používá větší průměr střely než ostatní běžné 9 mm náboje. Má průměr 9,27 mm (0,365") v porovnání s 9,017 mm (0,355") u 9 x 19 mm Parabellum. Po vývoji v roce 1951 se náboj 9 × 18 mm Makarov rozšířil do armád zemí Východního bloku.

## Rozměry
Náboj 9 × 18 mm Makarov má objem 0,83 ml.

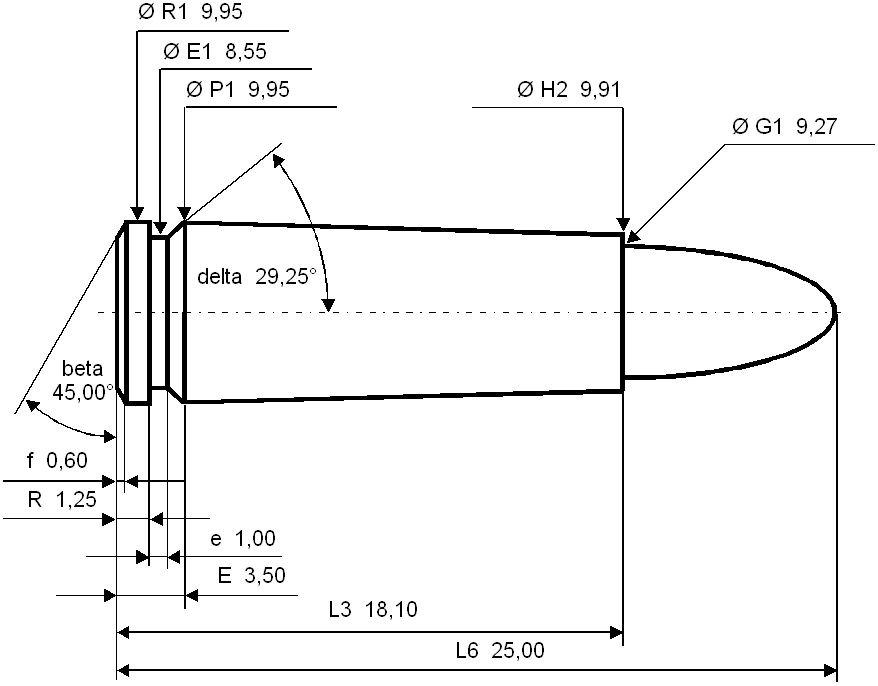
Maximální rozměry náboje 9 × 18 mm Makarov

Běžné stoupání vývrtu pro tento náboj je 240 mm.
Podle oficiálních pravidel C.I.P. (Commission Internationale Permanente Pour L'Epreuve Des Armes A Feu Portatives) může nábojnice 9 × 18 mm Makarov snést tlak až 160 MPa (23 206 psi).
Náboj 9 × 18 mm Makarov je balisticky horší než náboj 9 × 19 mm Parabellum. I když nejsou žádné oficiální SAAMI specifikace tlaku pro náboj 9 × 18 mm Makarov, testy indikují že munice vytváří tlak okolo 25 000 psi, znatelně méně než 35 000 psi a více generovaných nábojem 9 mm Parabellum. Takto je tento náboj vytvořen pro použití v nízkotlakých zpětným rázem nabíjených poloautomatických zbraních, podobně jako náboj .380 ACP.

### Základní specifikace ruských nábojů 21. století
Náboje 9 × 18 mm Makarov jsou v Ozbrojených silách Ruské federace používány pro pistole a samopaly. V roce 2003 existovalo několik variant náboje 9 × 18 mm Makarov vyráběného pro různé účely. Všechny používají potažený kov jako materiál pro nábojnice.
- 57-N-181S obsahuje střelu s ocelovým jádrem a je vyvinut k zabití osob na vzdálenost do 50 m. Špička střely je kulatá bez barevného odlišení. Může proniknout až 1,3 mm tlustým ocelovým plátem St3 nebo 5 mm tlustým běžným plátem na 20 m.
- RG028 obsahuje střelu se zvýšenou průbojností a je vyvinut k zabití osob oblečených do ochranného obleku. Střela má jádro z tvrzené oceli.
- SP-7 obsahuje střelu s rozšířeným efektem zastavení a je vyvinuta k přemožení živých cílů. Střela má černou špičku.
- SP-8 obsahuje střelu se sníženou průrazností a je vyvinuta k napadení osob.

| Označení náboje                | 57-N-181S          | RG028                | SP-7                 | SP-8               |
| ------------------------------ | ------------------ | -------------------- | -------------------- | ------------------ |
| Váha náboje                    | 10 g (154 gr)      | 11 g (170 gr)        | 8 g (123 gr)         | 8,5 g (131 gr)     |
| Váha střely                    | 6 g (92,6 gr)      | 6 g (92,6 gr)        | 6,1 g (94,1 gr)      | 5 g (77,2 gr)      |
| Úsťová rychlost                | 298 m/s (978 ft/s) | 325 m/s (1 066 ft/s) | 325 m/s (1 066 ft/s) | 250 m/s (820 ft/s) |
| Úsťová energie                 | 251 J (185 ft·lbf) | 317 J (234 ft·lbf)   | 322 J (237 ft·lbf)   | 156 J (115 ft·lbf) |
| Přesnost střelby na 25 m (R50) | 32 mm (1,3 in)     | 32 mm (1,3 in)       |                      | 32 mm (1,3 in)     |

R50 na 25 m znamená rozptyl 50 procent nejbližších zásahů na vzdálenost 25 m.

## Zbraně komorované pro náboj 9 × 18 mm Makarov

### Pistole
- Pistole vz. 82
- Makarov PM
- Stečkin APS
- MP-448 Skyph
- FEG PA-63, SMC-918, R-61,[5] RK-59[6]
- P-83 Wanad
- P-64 pistol
- R-92
- OC-01 Kobalt
- OC-27
- OC-33
- Fort 12
- Kevin ZP06

### Samopaly
- Samopal vzor 61 (Škorpion model 82)
- PM-63 RAK
- PM-84 Glauberyt
- PP-90 Penal
- PP-91 KEDR
- PP-93
- OC-02 Kiparis
- PP-19 Bizon
- PP-19-01
- Arsenal Shipka

## Galerie

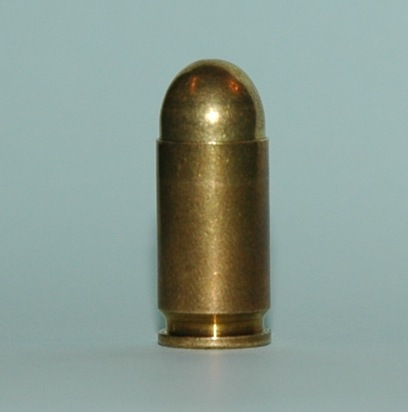
9 × 18 mm Makarov
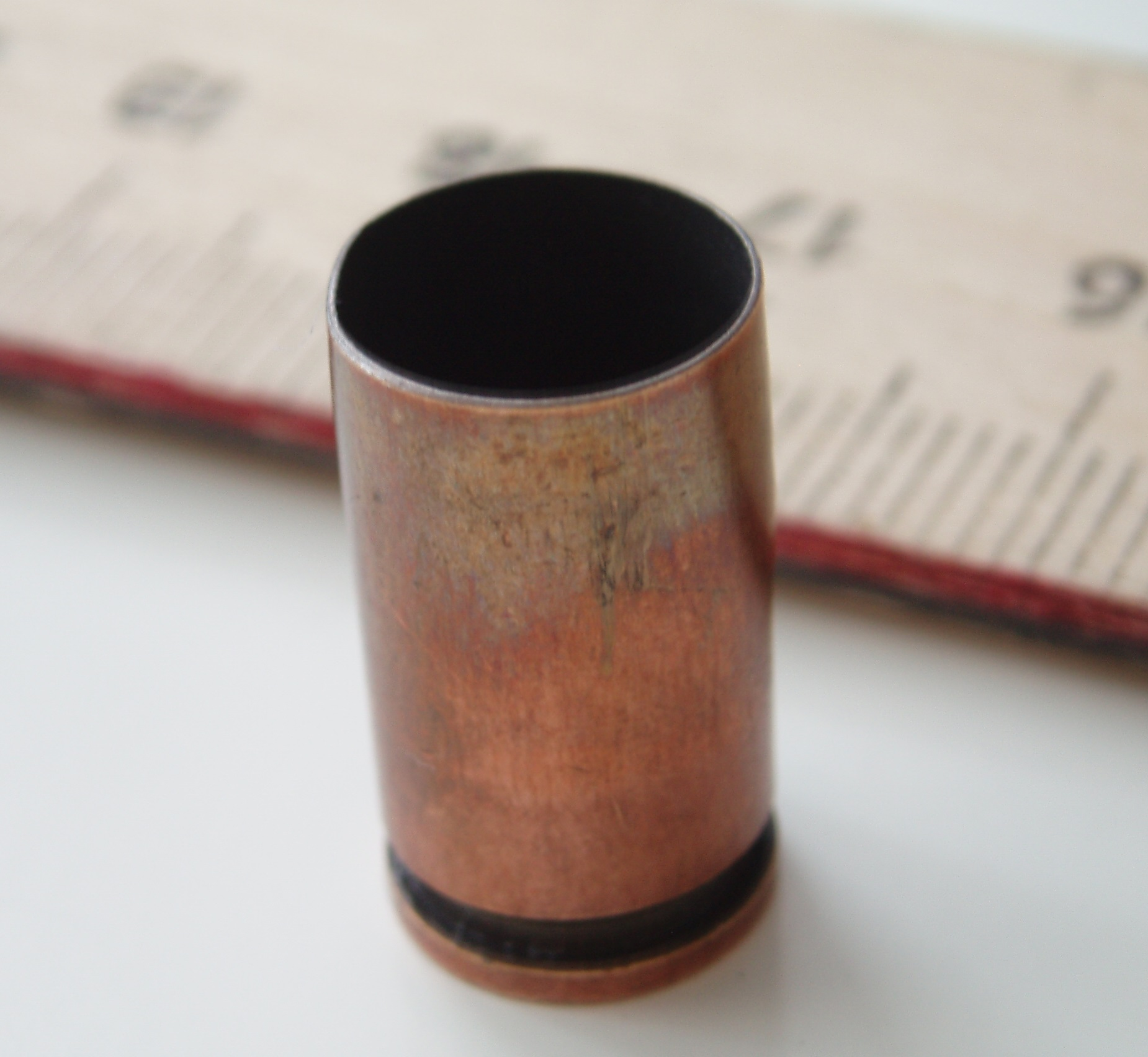
nábojnice 9 × 18 mm Makarov
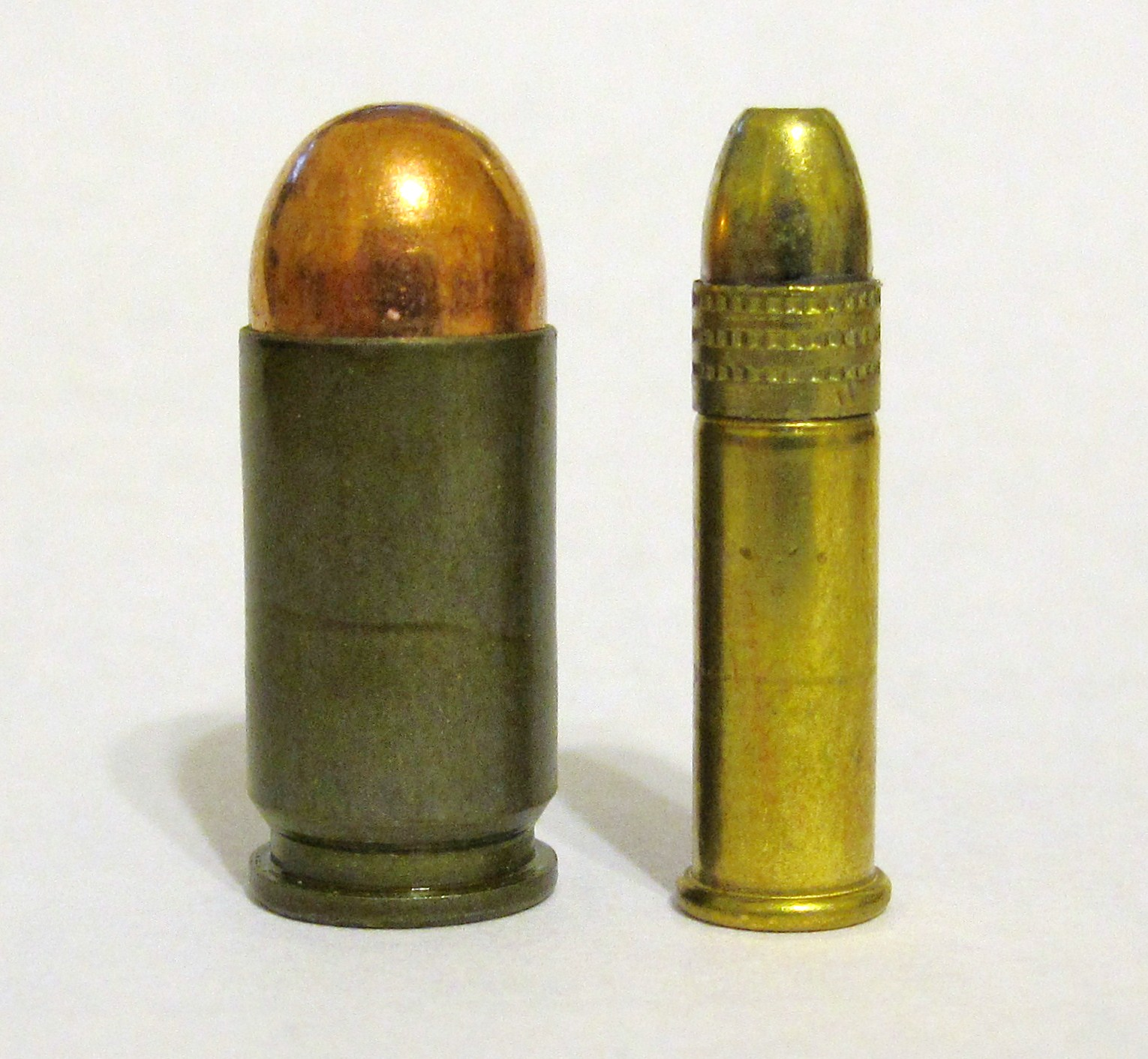
9 × 18 mm Makarov v porovnání s .22 Long Rifle s dutou špičkou
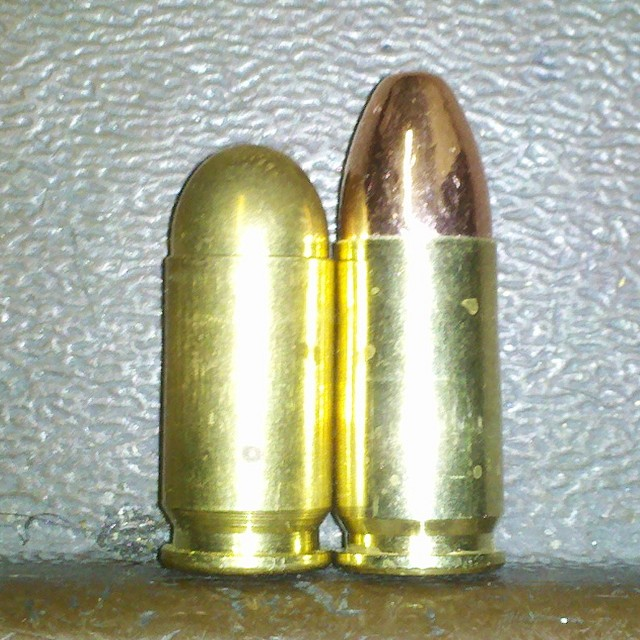
9 × 18 mm Makarov v porovnání s celoplášťovou 9 × 19 mm Parabellum
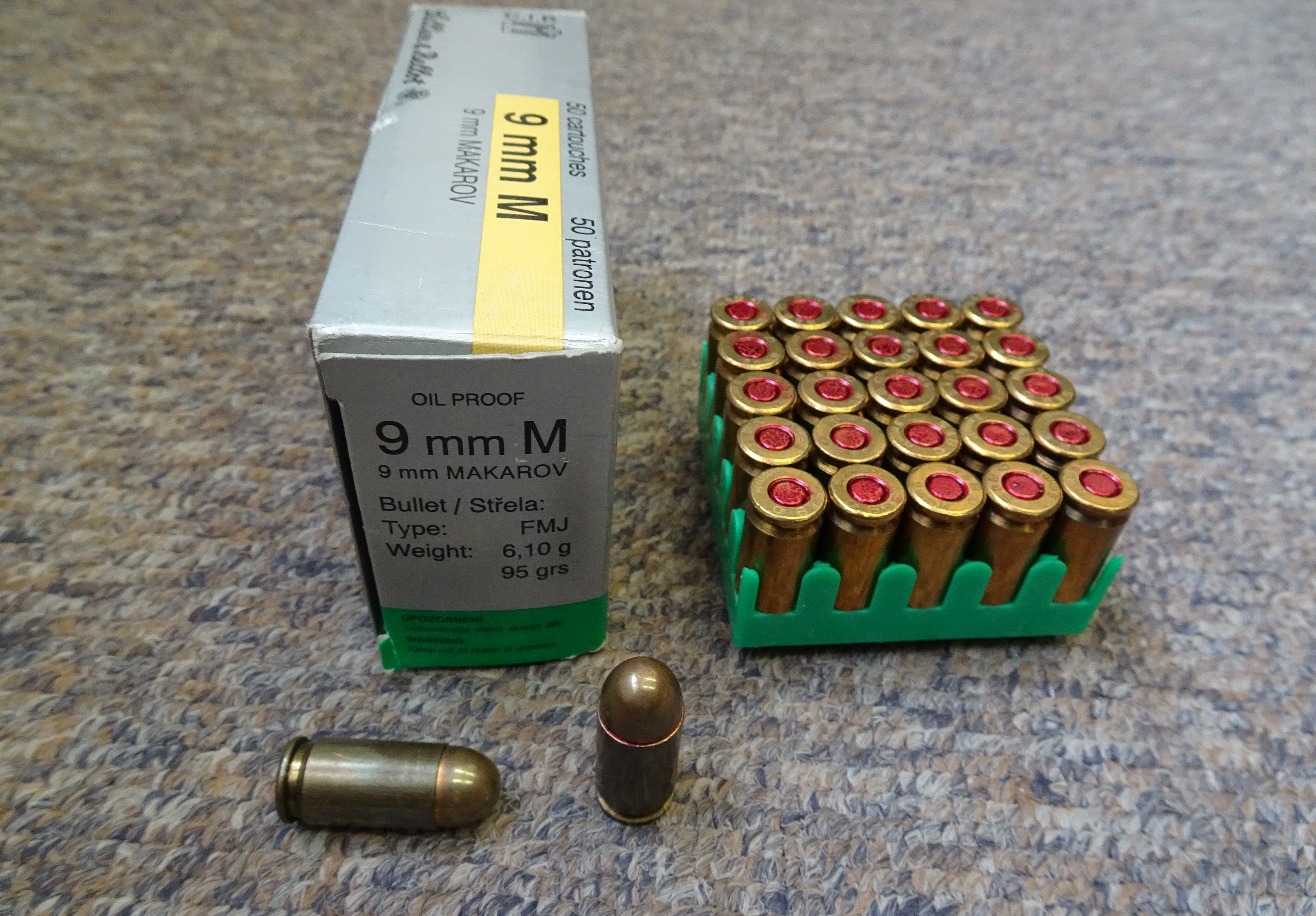
česká varianta 9 × 18 mm Makarov

## Synonyma názvu
- 9 mm Makarov
- 9 × 18 mm
- 9 × 18 mm PM
- 9 mm Mak
- 9 × 18 mm Soviet
- 9 × 18 mm Makarov
- 9 × 18 Makarov